# Бернадот, Эбба
Эбба Бернадот (швед. Ebba Bernadotte, имя при рождении Ebba Henrietta Munck af Fulkila, 24 октября 1858 — 16 октября 1946) — шведская дворянка, принцесса, жена принца Оскара Бернадота.

## Биография
Эбба Мунк родилась в Йёнчёпинге в 1858 г. Она относилась к дворянскому роду Мунков. Её отец Карл Якоба Мунк аф Фулькила в 1857—1867 гг. был командиром Йёнчёпингского полка, её мать — фрайхерриной Хенрикой Седерстрём.
В 1882—1886 гг. Эбба была фрейлиной кронпринцессы Виктории Баденской. В 1885 г. в Амстердаме, сопровождая принцессу Викторию, Эбба встретилась с принцем Оскаром. Он влюбился в неё и в том же году изъявил желание жениться на ней. Его родители были недовольны столь неравным выбором и потребовали выждать два года до окончательного решения. Эббу Мунк лишили должности фрейлины и удалили от двора, но и два года спустя Оскар не изменил своему решению. Королевская семья была вынуждена согласиться с решением Оскара при условии, что он лишается титула и прав на престол, а его братья подпишут отказ от заключения подобных браков.
21 января 1888 г. в Королевском дворце в Стокгольме состоялся бал, на котором Оскару и Эббе было разрешено танцевать вместе, 29 января того же года было объявлено об их помолвке. Шведская общественность в целом восприняла эту новость с симпатией: говорилось, что Королевский дом проложил «мост Мунка» между собой и народом. И когда жених и невеста покидали Стокгольм, на железнодорожном вокзале собралась большая толпа сочувствующих и желающих выразить им свою поддержку.
Оскар и Эбба были обвенчаны в Великобритании в церкви Святого Стефана Борнмута. На венчании присутствовали королева София Нассауская, принцы Карл и Евгений, принцесса Ловиса, Хенрика Сёдерстрём и брат невесты.
Король всё же оставил Оскара членом королевской семьи, присвоив ему титул «принца Бернадота», соответственно Эбба стала «принцессой Бернадотской».
После свадьбы Оскар и Эбба вели частную жизнь вдали от королевского двора. Эбба была религиозной женщиной и посвятила себя благотворительной деятельности, участвуя в нескольких христианских организациях: Lapska missionens vänner, Kristliga föreningens av unga kvinnor (в которой в 1897—1912 гг. была членом правления) и Bokpåsemissionen för sjömän (с 1900 г. возглавляла её).
Эбба умерла в 1946 г., муж пережил её на 7 лет.

## Семья
В браке с Оскаром у Эббы родилось пятеро детей:
- Мари Софи Бернадот, графиня Бернадот (1889—1974)
- Карл Оскар Бернадот, граф Висборгский (1890—1977), был женат дважды
  - Дагмар Бернадот, графиня Бернадот (1916—2019) — от первого брака
  - Нильс Карл Бернадот, граф Бернадот (1918—1920) — от первого брака
  - Оскар Бернадот, граф Бернадот (1921—2018) — от первого брака
  - Марта Эльза Катарина Бернадотт, графиня Бернадот (1926—2020) — от первого брака
  - Клас Оскар Бернадот, граф Бернадот (род. 17 июля 1942 г.) — от второго брака
- Эбба София Бернадотт, графиня Висборгская (1892—1936), была замужем, детей нет
- Эльза Виктория Бернадотт, графиня Висборгская (1893—1996), была замужем, детей нет
- Фольке Бернадот (1895—1948)